# Pepa Llunell i Sanges
Pepa Llunell i Sangés (Sant Cugat del Vallès, 1922 – 13 de març de 2015) fou una abanderada de la lluita perquè les persones amb problemes de mobilitat poguessin viure amb normalitat a la ciutat de Sant Cugat.
Va néixer l'any 1922 a Cal Cordills de Sant Cugat del Vallès, per aquesta raó era coneguda com la Pepa Cordills. Era filla petita de Joan Llunell i Llunell i Manela Sangés i Torres. Va contraure la malaltia de la poliomielitis als 9 mesos i va quedar invàlida. Posteriorment, l'any 1950 la van operar i va poder caminar amb bastons, cosa que li va permetre anar tota sola pel carrer. Durant molts anys va abanderar la lluita per eliminar les barreres arquitectòniques del municipi de Sant Cugat, va treure els minusvàlids al carrer i els va obligar a gaudir de la vida.
Va treballar de costurera tota la seva vida. Va aprendre a cosir un cop finalitzada la guerra civil, a l'acadèmia de modistes de les golfes de la Casa Abacial creada per Mn. Griera i la professora Victòria Cleris. Com a modista, no sols feia roba de llenceria, vestits de núvia, de primera comunió o de bateig, també va confeccionar el vestuari de l'escenografia per la ballarina santcugatenca, Anna Maria Barberà. Durant diversos anys, per les festes de Carnaval va participar en el concurs de vestits que organitzava la Unió amb força èxit.
A la dècada dels 60 del segle xx, va consolidar un grup preocupat en aconseguir que els minusvàlids tinguessin protagonisme. Va treure els minusvàlids al carrer, tant de Sant Cugat com de fora. Aquest grup es reunien a la cafeteria ‘El Trobador’ de la rambla per fer una vida normal. Amb el temps va anar creixent, fins que l'alcalde Francisco P. Llatjós es va veure obligat a cedir-los un local adaptat al soterrani de Correus, aquest espai el van nomenar ‘Casa Vostra i Nostra’. On feien teatre, cinema, celebraven festes, el sopar de Nadal… Anys més tard aquesta associació va donar lloc a la Taula de Discapacitat, a la qual va estar vinculada fins a l'any 2008.
L'any 2005 va ser reconeguda amb el Premi Ciutat, pel seu esperit cívic i per la seva tasca diària en la lluita per la supressió de barreres arquitectòniques a Sant Cugat, amb l'objectiu de fer una ciutat més accessible, no tan sols per a les persones amb discapacitat sinó per a tothom, també va rebre el Premi Paul Harris, que dona cada any el Club Rotary Sant Cugat.